# Сивцев, Степан Петрович
Степан Петрович Сивцев (род. 1960) — советский и российский спортсмен и тренер по вольной борьбе; Мастер спорта СССР (1979), Заслуженный тренер Республики Саха (Якутия) (1998), Заслуженный тренер России (2013).

## Биография
Родился 30 ноября 1960 года в Наяхинском наслеге Усть-Алданского наслега Якутской АССР.
Учился в Чурапчинской республиканской спортивной школе-интернате под руководством Д. П. Коркина. Также ренировался у И. Н. Сивцева. Окончил Хабаровский институт физической культуры (ныне Дальневосточная государственная академия физической культуры) в 1983 году. 
Степан Сивцев был серебряным призером Всесоюзной спартакиады вузов и спортклубов СССР (1981, Гори), двукратным серебряным призером чемпионатов РСФСР (1984, Тула и 1985, Орджоникидзе), победителем матчевой встречи СССР−США (1987, Ереван). Участвовал в чемпионатах СССР (1984, 1985, 1987) и международных турнирах.
В 1984—1998 годах Сивцев работал тренером-преподавателем в Борогонской ДЮСШ. В 1998 году был тренером-преподавателем Республиканского среднего специального училища олимпийского резерва. В 1999 году назначен старшим тренером Республики Саха (Якутия) по вольной борьбе среди юношей. Готовил сборную команду республики ко II, III и IV Международным играм «Дети Азии» (2000, 2004, 2008). В 2005—2008 годах он возглавлял юниорскую сборную команды республики, и в эти же годы входил в тренерский состав юниорской сборной команды России. С 2009 года Степан Сивцев — главный тренер сборной  Республики Саха (Якутия). Под его руководством были подготовлены чемпионы и призеры России, Европы и мира.
В настоящее время Степан Петрович Сивцев работает тренером-преподавателем вольной борьбы Школы высшего спортивного мастерства в Якутске.

## Заслуги и награды
- Награжден знаками «За заслуги в развитии физкультуры и спорта в Республике Саха (Якутия)» (1996), «За вклад в развитие детского спорта» (2004).
- Отличник образования Республики Саха (Якутия).
- Почетный гражданин Усть-Алданского и Горного улусов, Ольтехского и Наяхинского наслегов.
- Педагог-стипендиат Международного детского фонда «Дети Саха-Азия» (1996).